# Puting (häradshuvudort i Kina, Jiangxi Sheng, lat 29,33, long 115,76)
Puting är en häradshuvudort i Kina. Den ligger i provinsen Jiangxi, i den sydöstra delen av landet, omkring 73 kilometer norr om provinshuvudstaden Nanchang. Antalet invånare är 53 150. Befolkningen består av 26 323 kvinnor och 26 827 män. Barn under 15 år utgör 19,0 %, vuxna 15-64 år 73 %, och äldre över 65 år 6,0 %.
Runt Puting är det ganska tätbefolkat, med 199 invånare per kvadratkilometer. Puting är det största samhället i trakten. Trakten runt Puting består till största delen av jordbruksmark.
Genomsnittlig årsnederbörd är 2 141 millimeter. Den regnigaste månaden är maj, med i genomsnitt 334 mm nederbörd, och den torraste är januari, med 59 mm nederbörd.